# Tétraophase de Szecheny
Tetraophasis szechenyii
Espèce
Statut de conservation UICN

 LC  : Préoccupation mineure
Le Tétraophase de Szecheny (Tetraophasis szechenyii) est une espèce d'oiseaux de la famille des Phasianidae.

## Distribution
Chine : sud-est et est du Xizang, sud du Tsinghaï, sud-ouest du Seutchouan et nord-ouest du Yunnan. Extrême nord-est de l’Inde dans l’Arunachal Pradesh

## Habitat
La tétraophase de Szecheny se rencontre entre 3350 et 4600 m, dans les forêts d’altitude et les prairies alpines : forêts mixtes de chênes, conifères, rhododendrons jusqu’à 3700 m; forêts de conifères jusqu’à 3900 m ; pelouses, pentes rocailleuses et arbustives au-dessus de 3900 m (Hennache & Ottaviani 2011).

## Alimentation
Elle se nourrit de racines, de baies, de pousses, de feuilles et de mousses (Cheng et al. 1978).

## Mœurs
Cette perdrix vit en groupes de 4 à 12 oiseaux en dehors de la saison de reproduction. Elle forme parfois des troupes plus importantes autour des monastères où elle est nourrie (jusqu’à 80 oiseaux d’après Madge & McGowan 2002).
En dehors des monastères, c’est une espèce timide. A la moindre alerte, elle se fige sur place ou s’envole vers un couvert forestier où elle se perche en attendant que le danger soit passé (Hennache & Ottaviani 2011).

## Voix
Le chant serait formé de répétitions de deux ou trois notes saccadées entrecoupées d’une note monosyllabique assez rauque.

## Nidification
Selon Madge & McGowan (2002), le nid et les œufs ne sont pas décrits, mais une séquence vidéo tournée dans la région du Ganzi tibétain, sud-ouest du Seutchouan, par Peng Jitai montre un nid, relativement profond, composé de racines et de tiges d’herbes sèches contenant quatre ou cinq œufs fauves finement et entièrement tachetés de brun-noir. On y voit également un mâle parader en déployant et en refermant ses rectrices tout en lançant une série de tseu-criiiiiii-crèèèèè aigus et obstinés. Les derniers plans révèlent un couple se déplaçant avec un seul jeune au mois de juin (Hennache & Ottaviani 2011).

## Statut, conservation
Cette espèce n’est pas considérée comme menacée par BirdLife International (2010). Bien que devenue très rare en Inde, elle est assez répandue en Chine où la population est estimée entre 25000 et 40000 oiseaux dans l’est du Tibet (Madge & McGowan 2002).